# Sung Hi Lee
Sung Hi Lee (kor. 이승희; ur. 1 kwietnia 1970 w Seulu) – amerykańska aktorka i modelka pochodzenia koreańskiego.

## Życiorys
W 1978 roku jej rodzina wyemigrowała do Stanów Zjednoczonych i tam się osiedliła. Przez 3 lata Sung Hi Lee studiowała na Uniwersytecie Stanu Ohio. W 1993 roku jej zdjęcia po raz pierwszy ukazały się w magazynie „Playboy”. Swoją karierę aktorską rozpoczęła w 1997 roku.

## Filmografia
- 2004: Dziewczyna z sąsiedztwa jako Ferrari
- 2003: W krzywym zwierciadle: Witaj, Święty Mikołaju 2 jako Muka Luka Miki
- 2000: Siostra Betty jako Jasmine